# Джон Фейбиън
Джон Макрири Фейбиън (на английски: John McCreary Fabian) е астронавт на НАСА, участник в 2 космически полета.

## Образование
Джон Фейбиън завършва колежа Pullman High School, Вашингтон през 1957 г. Получава бакалавърска степен по инженерна механика от Щатския университет на Вашингтон през 1962 г. През 1964 г. получава магистърска степен по аерокосмическо инженерство от Академията на USAF, Райт Патерсън, Охайо. През 1974 г. защитава докторат по аеронавтика и астронавтика в Щатския университет на Вашингтон.

## Военна кариера
Джон Фейбиън постъпва на служба в USAF през 1962 г. Започва да лети на KC-135 Стратотанкер последователно като пилот, командир и инструктор. По време на войната във Виетнам участва в 90 бойни полета. След като получава научна степен през 1974 г. става професор в Академията на USAF в Колорадо Спрингс, Колорадо. Там работи повече от четири години, до селекцията му за астронавт. В летателната си кариера има 4000 полетни часа.

## Служба в НАСА
Джон М. Фейбиън е избран за астронавт от НАСА на 16 януари 1978 г., Астронавтска група №8. Той е взел участие в два космически полета.

### Полети
| Космически полети на Джон Макрири Фейбиън                      | Космически полети на Джон Макрири Фейбиън | Космически полети на Джон Макрири Фейбиън | Космически полети на Джон Макрири Фейбиън | Космически полети на Джон Макрири Фейбиън | Космически полети на Джон Макрири Фейбиън | Космически полети на Джон Макрири Фейбиън |
| №                                                              | Дата                                      | КК                                        | Емблема на мисията                        | Функции                                   | Продължителност                           |                                           |
| -------------------------------------------------------------- | ----------------------------------------- | ----------------------------------------- | ----------------------------------------- | ----------------------------------------- | ----------------------------------------- | ----------------------------------------- |
| 1                                                              | 18 юни 1983                               | „Чалънджър“, мисия STS-7                  |                                           | Специалист на мисията                     | 6 денонощия 02 часа 23 мин. 59 сек.       |                                           |
| 2                                                              | 17 юни 1985                               | „Дискавъри“, мисия STS-51G                |                                           | Специалист на мисията                     | 7 денонощия 01 час 38 мин. 52 сек.        |                                           |
| Сумарно време в космоса – 13 денонощия 04 часа 02 мин. 51 сек. |                                           |                                           |                                           |                                           |                                           |                                           |

## Награди
- Медал за отлична служба с един дъбов лист;
- Легион за заслуги с дъбови листа;
- Летателен кръст за заслуги с три дъбови листа;
- Медал за похвална служба;
- Въздушен медал с два дъбови листа;
- Медал за похвала с дъбови листа;
- Френски орден на „Почетния легион“;
- Медал на НАСА за участие в космически полет (2);